# Ел Рубио
Ел Рубио (на испански: El Rubio) е населено място и община в Испания. Намира се в провинция Севиля, в състава на автономната област Андалусия. Общината влиза в състава на района (комарка) Сиера Сур де Севиля. Заема площ от 21 km². Населението му е 3549 души (по преброяване от 2010 г.). Разстоянието до административния център на провинцията е 102 km.

## Демография
| 1996 | 1998 | 1999 | 2000 | 2001 | 2002 | 2003 | 2004 | 2005 | 2006 |
| ---- | ---- | ---- | ---- | ---- | ---- | ---- | ---- | ---- | ---- |
| 3702 | 3710 | 3702 | 3719 | 3700 | 3654 | 3622 | 3586 | 3584 |      |